# Carex kobomugi
Carex kobomugi är en halvgräsart som beskrevs av Jisaburo Ohwi. Carex kobomugi ingår i släktet starrar, och familjen halvgräs. Inga underarter finns listade i Catalogue of Life.